# Batrachedra stegodyphobius
Coccidiphila stegodyphobius là một loài bướm đêm thuộc họ Batrachedridae. Loài này có ở Nam Phi.
Ấu trùng ăn nhiều loại động vật thối rữa ở mạng nhện của loài nhện trong chi Stegodyphus. Quá trình hóa nhộng diễn ra trong mạng nhện con nhện. Con trưởng thành không bị dính vào tơ nhện.